# Francisco Díaz de León
Francisco Díaz de León, né le 24 décembre 1897 à Aguascalientes et mort le 29 décembre 1975 à Mexico, est un peintre et graveur mexicain.

## Biographie
Francisco Díaz de León naît le 24 décembre 1897 à Aguascalientes. Fils d'un typographe et d'une relieuse, il se forme très tôt à l'académie de dessin de José Inés Tovilla dans sa ville natale.
En 1917, il arrive à Mexico pour étudier à l'Académie San Carlos où il a, entre autres, comme professeurs Saturnino Herrán et Germán Gedovius. Il est membre honoraire de la Société mexicaine des graveurs. Il meurt le 29 décembre 1975 à Mexico.

## Exposition
En 2000, des œuvres sont exposées au Petit Palais à Paris.